# Vegas (музыкальная группа)
Vegas — греческая поп-рок-группа, которая была образована в 2009 году. Группа была названа в честь звезды Вегас, что входит в созвездие Лиры.

## История
Участники коллектива до объединения в группу работали в разных музыкальных жанрах, главные среди которых: рок-музыка, джаз, соул, фанк, хип-хоп и ритм-н-блюз. Первый студийный альбом был выпущен в 2009 году, второй, который стал золотым, в 2010 году. Альбомы включают 6 синглов, два из которых вошли в Топ-10 и три из которых получили статус Топ-20. Синглы «Pio Psila» и «Gia Sena» достигли № 1 и № 2 на National IFPI Airplay Chart и оставались там в течение нескольких месяцев. По данным чарта «Το ελληνικό Airplay Top 100», песня Vegas «Pio Psila» возглавляла список наиболее транслируемых песен греческого радио в 2012 году. Vegas — группа, имеющая наибольшее количество просмотров на YouTube в Греции (на конец октября 2012 года). «Fili» стал первым греческим клипом, который преодолел 10-миллионную отметку.
Группа сотрудничала с Костасом Мартакисом. Зимой 2010—2011 гг. группа сотрудничает с Георгиосом Мазонакисом, Никифоросом и Паолой Фока в клубе «Вотаникос».
В конце 2011 года состоялась презентация совместной работы «Oloi Mazi» Василиса Карраса и Никоса Макропулоса с Vegas. С 10 февраля 2012 года они вместе выступали на сцене Teatro Music Hall в Афинах.
30 августа 2012 года состоялась премьера совместной программы Деспины Ванди, Антипаса и Vegas в афинском клубе Posidonio. По предварительным данным, выступления будут продолжаться до Пасхи 2013 года.

## Состав группы
- Мелина Макри (греч. Μελίνα Μακρή) — вокал
- ZeRaw — вокал
- Airth — диджей

## Дискография
Альбомы
- 2009 — Vegas
- 2011 — Season 2

Синглы
- 2011 — Gia sena (греч. Για σένα)
- 2012 — Pio Psila греч. Πιο ψηλά)
- 2012 — Panta Kalokairi (греч. Πάντα καλοκαίρι)

## Награды
- 2010 — Премия MAD Video Music Awards за Лучший видеоклип — хип-хоп/Урбан «Τους πονάει».[9]
- 2012 — Премия MAD Video Music Awards Лучшая группа.[10]
- 2012 — Премия MTV Europe Music Awards Лучший греческий исполнитель[11] и номинация на премию Лучший европейский артист MTV Europe Music Awards[12]